# Theope virgilius
Espèce
Theope virgilius est une espèce d'insectes lépidoptères appartenant à la famille  des Riodinidae et au genre Theope.

## Taxonomie
Theope virgilius a été décrit par Johan Christian Fabricius en 1793 sous le nom d' Hesperia virgilius.

### Nom vernaculaire
Theope virgilius se nomme Blue-based Theope en anglais

## Description
Theope virgilius un papillon au dessus de couleur bleu avec une large bordure marron foncé à noire  au bord externe et au bord costal de l'aile antérieure, uniquement au bord costal de l'aile postérieure.
Le revers est grisâtre, avec une ligne submarginale de chevrons clair dans une bande plus sombre.

## Chenille
La chenille est verte.

## Biologie

### Plantes-hôtes
Les plantes-hôtes de sa chenille sont des Inga, et un Omphalea, Omphalea diandra.

## Écologie et distribution
Theope virgilius est présent en Guyane, en Colombie, à Panama et au Brésil,.

### Protection
Pas de statut de protection particulier.